# Гай Аквілій Флор
Гай Акві́лій Флор (лат. Gaius Aquillius Florus; близько 302 до н. е. — після 258 до н. е.) — військовий діяч Римської республіки, консул 259 року до н. е., учасник Першої Пунічної війни.

## Життєпис
Походив з патриціанського  роду Аквіліїв. Син Марк Аквілія Флора. Про його молоді роки збереглося мало відомостей.
У 259 році до н. е. його було обрано консулом разом з Луцієм Корнелієм Сципіоном. Як провінцію отримав Сицилію. Тут він воював проти Гамількара Барки на заході острова. Аквілій намагався не дозволити карфагенянам розширити свою базу навколо міста Дрепанум. Також він зумів захопити важливий пагорб Митістратум. Його повноваження були подовжені на 258 рік до н. е. Цього ж року Флор отримав тріумф. Подальша його доля не відома.